# Mar de Wandel
El mar de Wandel (en inglés, Wandel Sea también conocido a veces como McKinley Sea) es un mar ártico localizado frente a la costa noreste de Groenlandia. Los mares situados más al norte y noroeste del mar Wandel están congelados durante todo el año.